# Loredana Bertè
Loredana Carmela Rosaria Bertè (Bagnara Calabra, 20 settembre 1950) è una cantante, attrice ed ex ballerina italiana, sorella minore di Mia Martini.
Fin dagli anni settanta è ritenuta una delle interpreti più rappresentative della musica leggera italiana. Assai discussa anche per le complesse vicissitudini personali, vanta una lunga carriera musicale durante la quale ha pubblicato diciotto album in studio, cinque album dal vivo, due EP e sette raccolte ufficiali, per un totale di oltre 12 milioni di dischi venduti. La sua discografia vanta importanti collaborazioni con alcuni tra i maggiori artisti e produttori italiani. 
Dopo aver collezionato numerose esperienze come attrice e ballerina, intraprende la carriera discografica rivelandosi all'attenzione del grande pubblico con i brani Sei bellissima (1975) e Dedicato (1978). A cavallo del decennio successivo la Bertè raggiunge poi l'apice della fama, grazie ai brani E la luna bussò (1979), In alto mare (1980) e Non sono una signora (1982). Il suo album Traslocando del 1982 è ritenuto uno dei migliori della musica pop italiana.
Ha partecipato complessivamente a dodici edizioni del Festival di Sanremo, vincendo il Premio della Critica "Mia Martini" nel 2024 con il brano Pazza. Nel 2008 le è stato assegnato il "Premio alla Carriera Città di Sanremo", mentre nel 2019, per placare il malcontento del pubblico in sala dovuto al suo quarto posto con il brano Cosa ti aspetti da me, è stato inventato per lei il "Premio Pubblico dell'Ariston".

## Biografia

### L'infanzia

Una Loredana Bertè adolescente negli anni sessanta

Loredana Carmela Rosaria Bertè è nata a Bagnara Calabra, in provincia di Reggio Calabria, il 20 settembre 1950, esattamente tre anni dopo sua sorella Mia Martini, al secolo Domenica Rita Adriana Bertè (nata il 20 settembre 1947). Il padre, Giuseppe Radames Bertè (1921-2017), nativo di Villa San Giovanni, e la madre, Maria Salvina Dato (1925-2003), di Bagnara Calabra, erano entrambi insegnanti: il padre è stato professore di latino e greco e in seguito preside di liceo, mentre la madre era maestra elementare. La coppia ha avuto altre due figlie: Leda (nata il 1º gennaio 1946) e Olivia (nata il 28 gennaio 1958). I genitori vivevano già da tempo in provincia di Macerata, dove il padre fu prima docente e poi preside a San Ginesio, però le quattro sorelle nacquero tutte nel comune originario dei genitori, presso la casa della nonna, come imponeva la tradizione del tempo. La famiglia visse prima a Porto Recanati e poi ad Ancona.
Per molti anni la cantante non ha mai fatto pubblicamente alcun cenno alla propria infanzia. Un anno dopo la morte della sorella, la Bertè si sfoga in un memoriale sulle pagine del settimanale Oggi, dove per la prima volta ricorda la difficile situazione familiare: un padre violento e una madre assente che non amavano le figlie e imponevano loro una rigida disciplina.
In un'intervista concessa nel maggio del 2009 a Maurizio Becker, la Bertè attribuisce la morte della sorella ai problemi psicologici derivati da tali difficoltà; la sorella Leda ha del resto confermato le affermazioni di Loredana.

### Gli esordi
Nel 1962 i genitori si separano e in seguito, nel 1965, si trasferisce a Roma insieme alla madre e alle sorelle. "Il periodo di Roma è stato il più felice della mia vita", dichiarerà moltissimi anni dopo; qui inizia a muovere i primi passi nel mondo dello spettacolo come ballerina al Piper Club (dove conosce Renato Fiacchini, successivamente affermatosi con lo pseudonimo di Renato Zero).

Nel 1966 entra nel gruppo di ballo dei Collettoni e Collettini, che accompagnavano Rita Pavone nei suoi spettacoli, iniziando così a lavorare con il regista Gino Landi e il coreografo Don Lurio in trasmissioni come Partitissima e Canzonissima. Iniziano anche le prime esibizioni dal vivo con Renato Zero, in cui uniscono il canto, la danza e il mimo. Di ritorno da una tournée messicana con il gruppo di ballo che accompagna Rita Pavone, a New York assiste a una rappresentazione del musical Hair: decide di presentarsi ai provini per la messa in scena del relativo allestimento italiano, a cui infine prende parte ottenendo il ruolo di Jeanie (che in una scena appare completamente nuda); la Bertè partecipa anche alla realizzazione del disco, come corista e come voce solista in un brano.

Loredana Bertè negli anni settanta

Loredana Bertè (a sinistra) con l'allora compagno Adriano Panatta e la sorella Mia Martini nei primi anni settanta

Nel 1970 debutta in sala di registrazione, come corista assieme alla sorella per l'album di Chico Buarque de Hollanda Per un pugno di samba, arrangiato da Ennio Morricone e prodotto da Sergio Bardotti; nello stesso anno partecipa anche nei cori del 45 giri Gingi, pubblicato da Pippo Baudo.
Nel 1971 partecipa ai cori del primo album della sorella Mia Martini, Oltre la collina.
Nel 1972 è di nuovo in teatro con la commedia musicale Ciao, Rudy di Garinei e Giovannini, ispirata alla figura artistica di Rodolfo Valentino, dove ha l'occasione di recitare con Alberto Lionello, Mita Medici e Paola Borboni. Nell'album che racchiude le canzoni della commedia e che viene pubblicato l'anno successivo canta il brano Piaceva alle donne. Nello stesso anno è, insieme a Penny Brown, una delle narratrici della prima opera-rock italiana Orfeo 9 per la regia di Tito Schipa Jr., pellicola trasmessa da Rai 2 e tratta dall'omonimo spettacolo teatrale andato in scena nei due anni precedenti.
Nel 1973 è tra le possibili soubrette di Canzonissima, condotta da Pippo Baudo, ma viene bocciata dalla dirigenza della Rai a causa della sua prorompenza fisica, giudicata inadatta al pubblico della domenica pomeriggio (sarà Mita Medici la prescelta). In quel periodo appare sui rotocalchi per la storia d'amore con il tennista Adriano Panatta.

Loredana Bertè in Ciao, Rudy (1972)

Nel 1974 appare nella versione televisiva dell'operetta No no Nanette per la regia di Vito Molinari. Nello stesso anno recita nella commedia musicale Forse sarà la musica del mare insieme a Minnie Minoprio e Lando Buzzanca, in cui canta la canzone L'onnipotente uomo con Renato Cortesi, contenuta nell'LP della colonna sonora. 

#### Streakinge la censura (1974)

Loredana Bertè e Renato Zero nei primi anni settanta

Dopo diversi provini, alcuni dei quali successivamente incisi dalla sorella (Bolero, canzone che nel 1973 Mia Martini incise nel suo album Il giorno dopo, era in realtà destinata proprio a Loredana), viene notata dal discografico Alfredo Cerruti che la vuole lanciare come cantante sexy procurandole un contratto con la CGD, che nel 1974 pubblica il suo primo LP dal titolo Streaking (in inglese: "irrompere nudi tra la folla"), prodotto da Enrico Riccardi. L'album, uno sperimentale concept interamente incentrato sulla tematica sessuale, mostra subito l'atteggiamento provocatorio e trasgressivo della Bertè (il brano Il tuo palcoscenico si conclude con l'urlo della parola "cazzo" e una suggestiva coda di chitarra elettrica), scatenando la censura radiotelevisiva dell'epoca, che riesce a farlo ritirare dal mercato, principalmente a causa delle foto interne in cui la giovane cantante appare completamente nuda.
La copertina del disco (opera di Mauro Balletti e Luciano Tallarini) è molto particolare, praticamente una busta contenente il vinile che si apriva in dodici facciate delle dimensioni del disco; le sei esterne comprendevano la copertina e i testi, mentre le altre sei mostravano la Bertè completamente senza veli.
Sempre nello stesso anno (luglio 1974) appare completamente nuda per un servizio fotografico sulla rivista Playboy, immortalata da Angelo Frontoni.

### Il successo

#### DaSei bellissimaaDedicato(1975-1978)

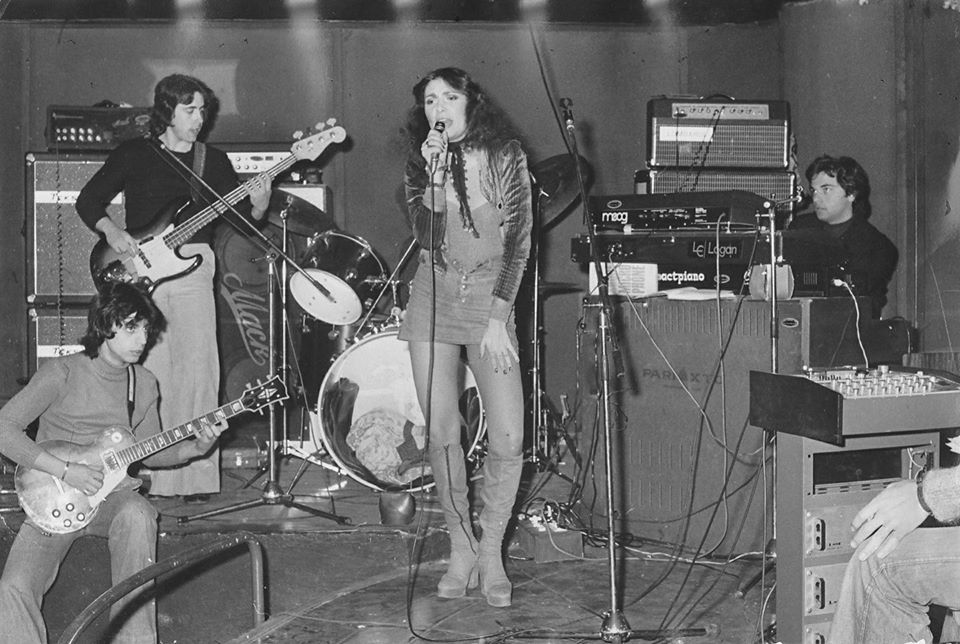
Loredana Bertè nel 1975

Il successo discografico arriva nel 1975 con Sei bellissima, canzone che esalta le sue capacità vocali ed espressive, divenuta nel tempo un vero e proprio classico della musica italiana. Scritta da Claudio Daiano per il testo e da Gian Pietro Felisatti per la musica, Sei bellissima viene arrangiata da Vince Tempera, ispiratosi a Bella senz'anima di Riccardo Cocciante.
La Bertè partecipa dunque a Un disco per l'estate 1975, ma viene eliminata, sfavorita nuovamente dalla censura per i versi "a letto mi diceva sempre / non vali che un po' più di niente". Nel complesso la Rai giudica il testo troppo forte, pertanto Sei bellissima esce in due versioni: una con i versi incriminati e un'altra con i versi sostituiti da un innocuo "e poi mi diceva sempre / non vali che un po' più di niente"; il 45 giri è il primo disco della cantante a entrare in classifica, dove rimane per quattordici settimane, raggiungendo l'ottava posizione della hit-parade.
Tra il 1970 e il 1976 la Bertè appare in quattro film: Quelli belli... siamo noi di Giorgio Marluzzo, Il padrone e l'operaio di Steno, Movie Rush - La febbre del cinema di Ottavio Fabbri e Attenti al buffone di Alberto Bevilacqua.
Dopo la rottura del fidanzamento con Adriano Panatta e dopo un breve flirt con il bassista dei Pooh Red Canzian, la Bertè intraprende una lunga relazione sentimentale con Mario Lavezzi, che è anche l'inizio di un fortunato sodalizio artistico. Normale o super (1976), LP a partire dal quale inizia il suo vero discorso musicale, è il primo dei cinque lavori in cui proprio Lavezzi figura non soltanto come autore, ma anche come produttore. L'album contiene, fra gli altri, anche Per effetto del tempo (primo brano scritto per lei da Ivano Fossati, insieme a Oscar Prudente), Indocina (in cui parla del lungo e sanguinoso conflitto in Vietnam) e il singolo Meglio libera, che rimane in classifica per ben diciannove settimane e che continua, per quel che riguarda il testo, il filone femminista, confermato l'anno dopo anche con il successivo 45 giri Fiabe (anche questo un discreto successo di classifica, molto trasmesso dalle emittenti libere).
Nel 1977 interpreta la soubrettina Dori in Bambole, non c'è una lira, storico varietà televisivo a puntate sul tema dell'avanspettacolo scritto da Maurizio Costanzo e Dino Verde per la regia di Antonello Falqui: è anche l'ultimo programma Rai girato in bianco e nero. Successivamente viene pubblicato il suo terzo LP, TIR. All'album, promosso anche attraverso lo special in onda sulla Rai intitolato Un viaggio in TIR, partecipano anche Fausto Leali, con cui rilegge insieme a Lavezzi la battistiana Le tre verità, e Mia Martini ai cori.
Nello stesso anno viene eletta miglior interprete femminile nell'ambito del popolare concorso Vota la voce, indetto dal settimanale TV Sorrisi e Canzoni, rinnovando la vittoria nel 1979, nel 1982, nel 1985 e nel 1986, stabilendo un record al femminile.

La Bertè, al centro, tra Vince Tempera e Mario Lavezzi nel 1978

Nel 1978 collabora nuovamente con Ivano Fossati, che dopo avere scritto proprio per Loredana il testo di Pensiero stupendo (da lei rifiutato e successivamente interpretato dall'amica Patty Pravo) le offre la possibilità di interpretare un brano a scelta fra La mia banda suona il rock e Dedicato, canzone che la Bertè incide, consacrandosi come «interprete seria, toccante, per la quale si schiude un successo a 360 gradi.» Dedicato le apre definitivamente le porte dei circuiti televisivi, malgrado la censura del verso "ai politici da fiera", in favore di un inoffensivo "alla faccia che ho stasera"; la Bertè, comunque, dal vivo canterà sempre la canzone con il verso originale. Dopo il successo di questo singolo, che raddoppiò le vendite di Sei bellissima, nel 1979 Dedicato venne ripresa da Dalida con il titolo Dédié à toi, dando anche il titolo all'omonimo album.

#### Dal reggae al funky (1979-1981)
Nel 1979 è di nuovo in classifica con E la luna bussò, hit scritta da Daniele Pace, Oscar Avogadro e dal produttore Mario Lavezzi, con cui viene definitivamente legittimato il reggae in Italia. Accolto positivamente anche in vari paesi europei e sudamericani, il singolo giunge sino al 6º posto della hit-parade italiana, rimanendo in classifica per ventidue settimane consecutive e trainando l'intero album Bandabertè (il primo dei suoi lavori a raggiungere un importante riscontro commerciale). Il disco contiene anche Colombo (composta da Ivan Graziani) e due sue personali versioni di Prendi fra le mani la testa e Macchina del tempo di Lucio Battisti: «la Bertè è ora una delle migliori interpreti italiane, con toni arrochiti e sofferti che non le impediscono di arrampicarsi su registri impervi.»
Nel 1980 pubblica un nuovo 33 giri intitolato LoredanaBertE', in cui sfrutta le sonorità funky (all'epoca particolarmente all'avanguardia nel panorama musicale italiano), lanciando un'altra delle sue più grandi hit: In alto mare, scritta ancora una volta da Daniele Pace, Oscar Avogadro e Mario Lavezzi. L'album contiene anche Bongo Bongo e Prima o poi, composte da Alberto Radius, mentre Un po' di tutto e Buongiorno anche a te sono firmate da Pino Daniele.
L'anno successivo trascorre alcuni mesi negli Stati Uniti per incidere con i Platinum Hook (band che la seguirà anche nei live) l'album Made in Italy, che contiene la hit Ninna nanna. A New York entra in contatto con Andy Warhol e la sua Factory, dove viene realizzato il videoclip del brano Movie. Nel frattempo i suoi dischi circolano già da qualche anno in paesi come Spagna, Francia, Germania, Paesi Bassi.
Nel 1981 la Bertè incide a New York l'album Made in Italy, con cui lancia anche la "moda pirata". La copertina dell'album è un intenso primo piano della cantante scattato da Christopher Makos, della Factory di Andy Warhol. In quel periodo infatti la Bertè, madrina di Elio Fiorucci, frequenta assiduamente lo storico studio di Andy Warhol e sarà proprio il maestro della pop art a realizzare in prima persona il video del brano Movie, premiato molti anni dopo (nel 2004) al M.E.I. (Meeting delle etichette indipendenti).

### I primi anni Ottanta

#### Prodotta da Ivano Fossati (1982-1984)
Tra il 1982 e il 1984 vende complessivamente oltre un milione di dischi con tre produzioni curate da Fossati: «un trittico di insuperato valore per la ragazza ribelle,» in cui emergono infatti alcune delle sue interpretazioni più raffinate e al tempo stesso incisive. Nel 1982 ottiene consensi clamorosi al Festivalbar con Non sono una signora, suo vero manifesto musicale, scritto e prodotto da Ivano Fossati e incluso nel long playing Traslocando e registrato negli Stati Uniti (con la partecipazione ai cori di Mia Martini).
L'album contiene Per i tuoi occhi (secondo singolo estratto) e Stella di carta di Maurizio Piccoli, Stare fuori, Traslocando e J'adore Venice di Ivano Fossati, e Notte che verrà di Mia Martini e Guido Guglielminetti. Con Traslocando la Bertè ottiene il suo primo disco di platino per le oltre 200000 copie vendute. Trent'anni dopo l'album viene inserito nella classifica dei "100 dischi italiani più belli di sempre" di Rolling Stone Italia alla posizione numero 24, la più alta raggiunta da un'interprete femminile.
Un sondaggio Doxa effettuato nel mese di giugno vede Loredana Bertè al 9º posto fra i cantanti italiani più popolari, terza fra le donne dopo Mina e Ornella Vanoni.
Nel 1983 incide Il mare d'inverno di Enrico Ruggeri, una delle prove più importanti della sua carriera d'interprete, racchiusa nell'album Jazz, che segna il passaggio alla multinazionale CBS, bissando il successo del precedente Traslocando e spingendosi sino al 4º posto della classifica degli LP più venduti, restando per due mesi consecutivi nei primi dieci posti e ventidue settimane nei primi 50: è il lavoro di maggior successo commerciale della cantante.
Prodotto da Ivano Fossati, il disco viene registrato tra Londra e New York con l'apporto di alcuni tra i più importanti musicisti statunitensi del momento (Yogi Horton, Tinker Barfield, Harry Withaker, Doc Powell); il brano che dà il titolo all'album, Jazz (Sina in originale, successivamente incisa in inglese anche dai Manhattan Transfer con il titolo Soul food to go, giunta al 25º posto nella Billboard's Top Adult Contemporary Chart), segna anche l'incontro tra la Bertè e il musicista brasiliano Djavan.
Nello stesso anno la CGD pubblica Lorinedita, una raccolta non autorizzata dall'artista contenente nove brani inediti appartenenti alle sessioni dei precedenti lavori discografici, tra cui spiccano Al mercato dell'usato (scritta da Renato Zero) e Professore. Inoltre appare brevemente nel ruolo di se stessa nel film Storia di Piera cantando Sei bellissima.
Il 30 dicembre 1983 sposa a St. Thomas, nelle Isole Vergini, Roberto Berger, figlio di Tommaso Berger, il miliardario fondatore dell'industria del caffè Hag e proprietario delle acque Sangemini. I due non vivranno mai stabilmente insieme e il matrimonio termina dopo quattro anni a seguito della denuncia fatta dalla cantante contro il marito per inadempienza degli obblighi coniugali.
Nel 1984 registra in Unione Sovietica uno speciale televisivo interamente incentrato su di sé in cui vengono riproposti alcuni dei suoi brani più rappresentativi in forma di videoclip; il programma viene trasmesso anche dalla Rai. A Londra registra Savoir faire: uscito in piena estate, è il terzo LP consecutivo prodotto da Ivano Fossati (che nei crediti appare come Il Volatore, segno di un'ultima e sofferta collaborazione tra i due) a cui partecipa anche Phil Palmer. Ad aprire l'album è una reinterpretazione di Ragazzo mio di Luigi Tenco, ma spiccano anche Una sera che piove (scritta per lei da Bernardo Lanzetti), la sua interpretazione di Non finirà (uno dei migliori brani di Enrico Ruggeri), nonché Petala, secondo omaggio a Djavan, con testo italiano firmato dallo stesso Fossati.
Malgrado non riesca a raggiungere i primi posti in classifica come i due lavori precedenti, Savoir faire riesce comunque a stazionare per venti settimane nella top 50 dei 33 giri più venduti.

#### Carioca(1985)
Nel 1985 vola in Brasile, dove realizza Carioca, album in cui appare per la prima volta anche in veste di produttrice:
Il disco è interamente dedicato al repertorio di Djavan, cantautore da lei molto amato, che mescola le tradizionali atmosfere brasiliane al rock e al jazz.
Carioca viene inizialmente concepito in lingua portoghese ma su imposizione della casa discografica viene inciso in italiano con gli adattamenti di Bruno Lauzi ed Enrico Ruggeri. Dall'album, che giunge sino al 6º posto della classifica degli album più venduti con una permanenza complessiva di venti settimane, viene estratto il singolo Acqua, «un pezzo corale di spirito pacifista» il cui videoclip (girato proprio in Brasile) viene scelto anche come sigla d'apertura del Festivalbar, nella cui finale all'Arena di Verona si esibisce con la sua band in uno speciale miniconcerto.
()
Nello stesso anno prende parte al progetto discografico di beneficenza in favore dell'Africa cantando Nel blu dipinto di blu insieme a numerosi altri artisti italiani; inoltre il 18 settembre si esibisce al concerto Italy for Italy (realizzato per raccogliere fondi per il disastro della Val di Stava e della Val di Fiemme) cantando Non farti cadere le braccia, accompagnata alla chitarra dal suo autore, Edoardo Bennato.

### Le polemiche a Sanremo (1986)
All'apice del successo, nel 1986 decide di partecipare per la prima volta al Festival di Sanremo con il brano Re (scritto da Mango assieme a suo fratello Armando), portando in scena una coreografia pensata per lei da Franco Miseria in cui simula una gravidanza, che suscita notevoli polemiche sulla stampa. Il paroliere Alberto Salerno e lo stesso Mango le propongono diversi altri brani, in particolare Io nascerò, ma la Bertè risponde irremovibile: «Io a Sanremo ci vado con questa». Io nascerò diventerà la sigla d'apertura della manifestazione, cantata dalla conduttrice Loretta Goggi.
Nel medesimo anno esce la raccolta Fotografando... i miei successi e la stessa Fotografando (lato B di Re, anch'essa scritta da Mango) viene presentata in molte trasmissioni televisive riscuotendo un buon successo nelle radio e al Festivalbar: «Ci sono molte belle canzoni del repertorio della Bertè ed è la conferma che Loredana è una delle poche, pochissime interpreti di grande talento che abbiamo in Italia.»
I dissensi generati dalla sua esibizione sanremese spingono però la CBS alla rottura del contratto discografico; sfuma così il progetto di un intero album con Mango, artista con il quale la Bertè avrà comunque modo di duettare nella trasmissione TV Italia Sera con la hit Oro.

### L'albumIOe l'incontro con Borg (1988-1989)
Due anni dopo si ripresenta al Festival di Sanremo 1988 con il brano Io, singolo apripista dell'omonimo album inciso per la RCA e realizzato a San Francisco con la produzione di Corrado Rustici: è il primo lavoro in cui compare un numero significativo di brani firmati dalla stessa cantante: Proiezioni, Senza di te... pazza di te, Qui in città e Rai & T.V. (sigla del Campionato europeo di calcio 1988, scritta con Mario Lavezzi).
L'uscita del disco, caratterizzato da sonorità prevalentemente pop (a differenza dei precedenti LP), sembra però registrare un certo calo di consensi, che ne limita anche gli esiti commerciali; malgrado ciò, il disco riesce a stazionare per diciotto settimane nella classifica degli album più venduti supportato dai brani La corda giusta e Angelo amerikano, presentati al Festivalbar da una Bertè sempre più eccentrica.

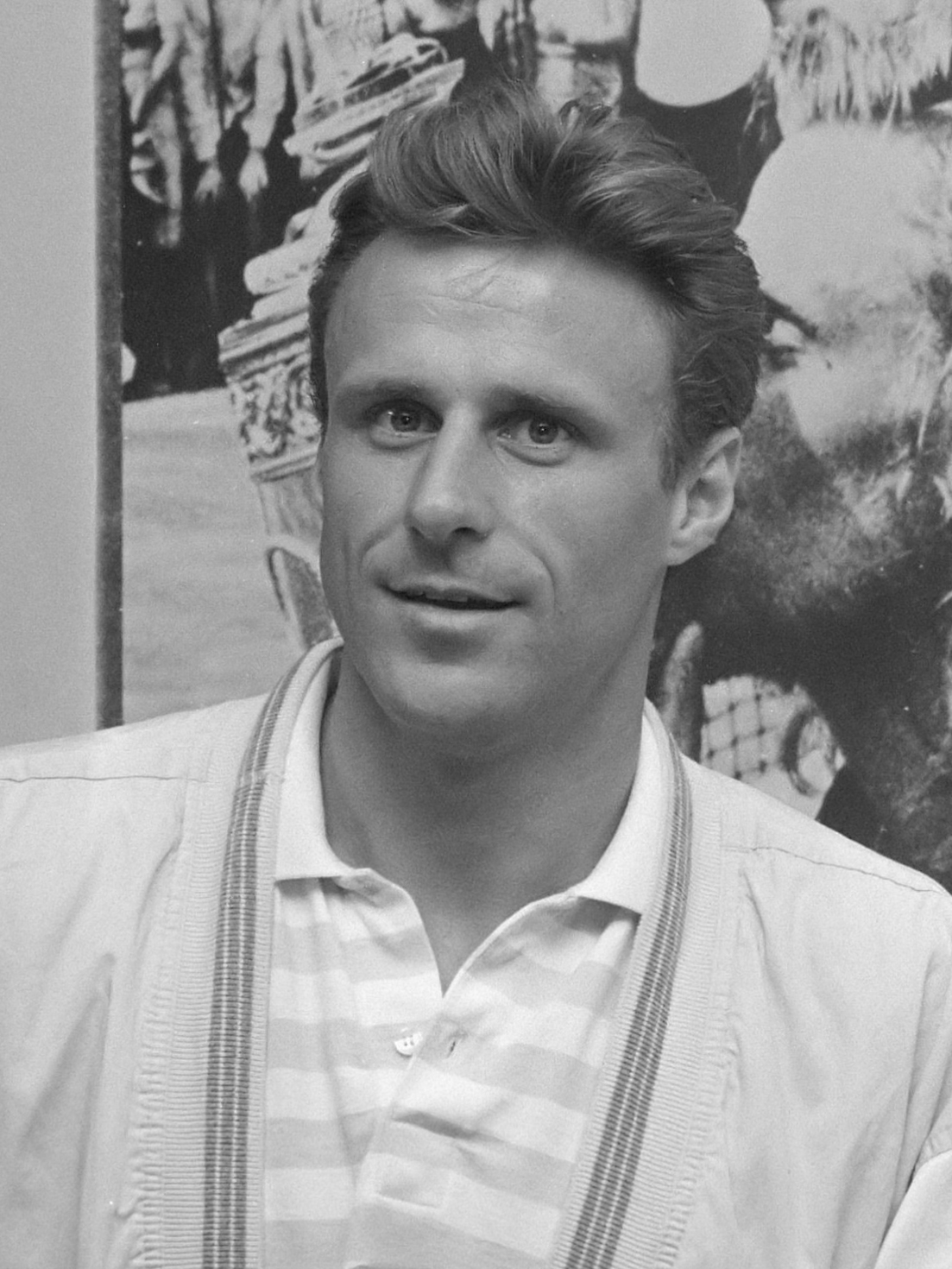
Il tennista svedese Björn Borg, prima fidanzato e poi marito della Bertè, nel 1987

Nell'estate del 1988, dopo la fine del matrimonio con Roberto Berger, durante una tappa del Festivalbar a Ibiza, inizia una burrascosa relazione con il campione di tennis Björn Borg, che le era già stato presentato dal suo ex compagno Adriano Panatta, anch'esso celebre tennista, all'Open di Francia del 1973.
Al fidanzamento segue un lungo periodo di allontanamento dall'Italia e dal mondo della musica. Borg si dimostra, sin da subito, del tutto incurante degli impegni musicali, discografici e promozionali della compagna, la quale annulla anche un'importante tournée organizzata da David Zard, uno tra i più importanti impresari a livello internazionale. La Bertè a tal proposito dichiarerà:
Il 7 febbraio 1989 Borg tenta il suicidio ed è proprio la Bertè a salvarlo.

### Il matrimonio con Björn Borg (1989-1992)
Il 4 e il 5 settembre 1989, prima con rito civile e poi con rito religioso, viene celebrato il matrimonio con Björn Borg. Durante questo periodo sono frequenti gli attacchi della stampa scandalistica italiana e soprattutto quella svedese. Al fianco del marito la Bertè è spesso ospite delle sedi rappresentative di alcune delle più importanti nazioni al mondo, prima fra tutte la Casa Bianca a Washington, dove in seguito racconterà di avere incontrato per due volte il terrorista saudita Osama bin Laden insieme ai fratelli, ospite di George H. W. Bush.
Nel 1991 ritorna alla canzone d'autore con una fugace apparizione al Festival di Sanremo 1991, dove interpreta In questa città, «ballata urbana che mette in risalto la splendida vocalità della Bertè», scritta per lei da Pino Daniele e inserita nella raccolta Best. Nonostante le due buone performance sul palco dell'Ariston (al netto di un problema con l'orchestra insorto durante la prima serata nel passaggio finale del ritornello), il brano non ha un'accoglienza entusiasta, probabilmente anche a causa di un testo «che non concede nulla alla facilità.»
Due mesi dopo, la mattina del 24 aprile, la cantante viene ricoverata all'ospedale Fatebenefratelli a Milano in seguito a un tentato suicidio, a due anni di distanza da quello del marito:
(Enrico Bonerandi, da la Repubblica del 25 aprile 1991)
Quasi un anno dopo, l'11 aprile 1992, la cantante viene nuovamente ricoverata per un collasso da stress ed è in quest'occasione che la sorella Mia Martini riesce a riallacciare il loro rapporto dopo anni di rottura.
Nello stesso anno la Bertè si separa da Borg e lascia la città di Stoccolma, preparandosi a un ritorno alla musica con la firma di un nuovo contratto discografico con la Sony e l'inizio della stesura di nuovi testi. Successivamente attribuirà la responsabilità della fine dell'unione con Borg non soltanto al carattere possessivo del tennista e al suo stile di vita basato, all'epoca, sul consumo abituale di sostanze illecite, ma anche alla non accettazione del loro matrimonio da parte della famiglia di lui, al punto che quest'ultima si opponeva a che i due potessero avere un figlio insieme, eventualità assai sperata dalla cantante.
Nel 2002 il tennista svedese si sposerà in terze nozze con Patricia Östfeldt. In seguito a questo matrimonio la Bertè denuncia Borg per bigamia, in quanto tra loro due non era mai stato ufficializzato un divorzio, e gli chiede inoltre cinque milioni di euro di danni per il mantenimento mai versato.

### Il ritorno da cantautrice (1993-1998)
Nel 1993 Loredana Bertè duetta con la sorella Mia Martini al Festival di Sanremo in Stiamo come stiamo, «canzone assolutamente splendida sul disagio dei nostri tempi», che introduce un nuovo corso musicale con l'album Ufficialmente dispersi, uno dei suoi lavori più convincenti, in cui la cantante è anche autrice di quasi tutti i testi: «un disco di rabbia e disagio che coniuga musica moderna a pulsioni antiche, viscerali e al recente impegno politico e civile della Bertè».
In estate partecipa al Festivalbar con il successo Mi manchi, uno dei diversi pezzi dell'album dedicati all'ex marito Björn Borg, che le vale una grossa quantità di passaggi in radio.
Nel 1994 partecipa nuovamente al Festival di Sanremo con Amici non ne ho, un pezzo particolarmente autobiografico, che rivela «una Bertè più dura che mai, ripercorrendo nel testo la sua vicenda personale, anche negli aspetti più dolorosi (come il tentato suicidio di alcuni anni prima), ma soprattutto la propria immagine scomoda, che non scende a compromessi...». Il brano ottiene un buon riscontro di pubblico e critica: due mesi dopo la Bertè risulta al 5º posto nella classifica degli artisti più venduti fra i "campioni" in gara quell'anno. Amici non ne ho viene inserito nel suo primo album dal vivo, intitolato Bertex - Ingresso libero, che viene pubblicato da Fonopoli, storica etichetta discografica appartenente a Renato Zero, dove duetta ancora una volta con Mia Martini.
Al Festival di Sanremo 1995 si presenta con una sorta di ballata rock dal titolo ANGELI & angeli, che però non riesce a bissare il successo di Amici non ne ho. La raccolta uscita dopo il festival, Ufficialmente ritrovati, rimanda all'album di due anni prima sia nel titolo che nella selezione dei brani. Nel mese di maggio dello stesso anno avviene la tragica morte della sorella Mia Martini, evento che segnerà la vita della Bertè e che sarà motivo ricorrente di ispirazione dei brani futuri.
Nel 1996 l'artista avrebbe dovuto pubblicare un album prodotto da Renato Zero, ma durante la lavorazione del disco i due entrano in disaccordo e alla Bertè non resta che svincolarsi. Zero chiede però all'amica la somma di cento milioni di lire per i nove brani realizzati presso lo studio di registrazione di Fonopoli. La Bertè intraprende un'azione legale per appropriazione indebita e tentata estorsione. In seguito sarà lei stessa la produttrice dell'album in una incisione ex-novo con gli arrangiamenti di Mauro Paoluzzi e l'aggiunta di altre due tracce. Il disco viene pubblicato l'anno successivo su etichetta Sony Music.
Partecipa al Festival di Sanremo 1997 con Luna, un «rock blues» contrassegnato da immagini evocative assai ispirate: il brano non viene premiato dalle giurie, ma in compenso due mesi dopo il disco risulta essere fra i più venduti di quell'edizione: l'album si intitola Un pettirosso da combattimento (titolo tratto da un verso del brano La domenica delle salme di Fabrizio De André) e presenta sonorità marcatamente rock in cui la Bertè esprime le sue amarezze di quel periodo con la sua tipica forza interpretativa.
Fra i brani che compongono il lavoro spiccano «per la straordinaria intensità che possiedono» Treno speciale e Zona venerdì, con riferimento al giorno della tragica morte della sorella, alla quale è dedicato: molti anni dopo il brano verrà chiaramente menzionato all'interno della sceneggiatura originale del film premio Oscar La grande bellezza di Paolo Sorrentino (suo estimatore, che l'ha spesso citata in libri e interviste), anche se la scena in questione verrà poi tagliata.
Nell'album viene incisa anche una poesia dell'artista dal titolo Buon compleanno papà, che allude in maniera criptica al tema dell'eutanasia: il disco viene presentato a Domenica In, dove Mara Venier la invita come ospite fissa, e contemporaneamente ritorna a esibirsi dal vivo.
Lo scrittore Aldo Busi, colpito dall'intensità della performance sanremese della Bertè, le dedica a sorpresa un componimento intitolato semplicemente L'amore, pubblicato sulle pagine del quotidiano La Stampa il 22 febbraio 1997:
Nel 1998 raccoglie i suoi più grandi successi nel CD Decisamente Loredana, interamente registrato con l'Orchestra Aurora (60 elementi), diretta dal maestro Mario Natale, che ha accompagnato la cantante nel concerto tenuto al Testaccio Village di Roma il 3 agosto dello stesso anno. Sulla copertina la Bertè indossa una parrucca blu elettrico per celebrare la nazionale di calcio dell'Italia al campionato mondiale di calcio 1998. Dell'album fanno anche parte gli inediti Solitudini e Portami con te, brano che riscuote un discreto successo radiofonico, partecipando anche a Un disco per l'estate, dove riceve il premio della critica.
Nel 1999 registra Non ho che te, un intenso duetto con Giovanni Danieli prodotto da Red Canzian dei Pooh.

### Gli anni Duemila
Nel 2000 è degna di nota la sua performance al teatro Carlo Felice di Genova, dove, su invito dell'amica Dori Ghezzi, vedova di Fabrizio De André, partecipa, insieme a numerosi altri artisti di alto livello, a Faber, amico fragile, concerto di tributo al cantautore ligure tenuto un anno dopo la sua scomparsa: la Bertè offre una toccante interpretazione di Una storia sbagliata, brano dedicato alla scomparsa di Pier Paolo Pasolini. Nello stesso anno conosce Asia Argento durante la realizzazione di una puntata del programma Rai Milano-Roma, e dall'incontro con l'attrice nasce il progetto Loredasia, che comprende tre video di altrettanti tre pezzi registrati dalla Bertè in quello stesso periodo: Notti senza luna, Io ballo sola e l'omaggio a Janis Joplin Mercedes Benz.
Nel 2001 si inizia a parlare di un suo ritorno discografico: nella stagione estiva la Bertè, evidentemente appesantitasi nel decennio precedente, appare in ottima forma fisica nel revival televisivo La notte vola condotto da Lorella Cuccarini su Canale 5, dedicato ai successi musicali degli anni ottanta. Alla fine dell'anno si apprende dalla stampa che il suo management è stato affidato a Beghet Pacolli e Gianni Belleno, i due ex-mariti di Anna Oxa, che nel frattempo hanno fondato l'etichetta discografica B&G, con cui la Bertè firma un nuovo contratto discografico.
Nel 2002 si presenta al Festival di Sanremo 2002 con il brano Dimmi che mi ami ma le sue esibizioni destano perplessità sul suo stato personale, tanto che poche settimane prima della kermesse viene ipotizzata una sostituzione in extremis con Ivana Spagna (anche lei appartenente alla nuova scuderia B&G). Immediatamente dopo il festival esce il minialbum Dimmi che mi ami, contenente, oltre alla canzone sanremese, anche i tre brani già utilizzati per il progetto Loredasia: il disco ottiene un discreto successo di vendite ma la Bertè continua ad apparire in evidenti difficoltà e la collaborazione con la B&G si interrompe bruscamente.
Alla fine del 2003 partecipa al programma del sabato sera di Rai 1 Torno sabato... e tre di Giorgio Panariello, dove presenta per la prima volta l'inedito Mufida (in arabo "sorella"), dedicato ancora a Mia Martini e inizialmente destinato al Festival di Sanremo 2003. Nel 2004 partecipa alla prima edizione del reality Music Farm, esperienza che le restituisce una maggiore visibilità e che le dà gli introiti necessari per terminare l'autoproduzione di un album inciso in analogico, acquistare alcune azioni del giornale Il manifesto e fare una donazione di 20000 €. Nello stesso anno i 2Black ripropongono il ritornello di In alto mare nella loro hit Waves of Luv rinnovandone così la popolarità.

#### Il successo diBabybertè(2005-2007)

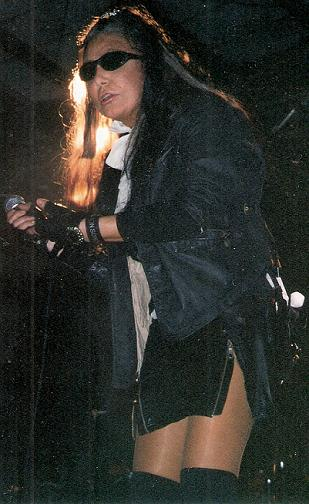
Loredana Bertè nel 2006

Il 9 settembre 2005 esce Babybertè, «album fortemente voluto e che la vede in ottima forma,» caratterizzato ancora una volta «dal sapore aspro e deciso» che aveva contraddistinto gli inizi della sua attività di autrice. «Un disco emotivamente faticoso, sostanziale, di grande impatto, esistenzialmente doloroso» in cui la Bertè è per la prima volta autrice e produttrice insieme oltre che cantante.
Accolto da ottime critiche, l'album debutta direttamente al 2º posto in classifica, diventando in pochi mesi disco d'oro per le oltre 50 000 copie vendute. Il singolo Non mi pento riscuote un discreto successo radiofonico; la Bertè prende parte anche al programma televisivo di Adriano Celentano Rockpolitik, dove presenta la sua versione de I ragazzi italiani di Francesco De Gregori e Ron.
Nel febbraio 2006 esce il secondo singolo, Strade di fuoco, accompagnato da un videoclip realizzato dal collettivo artistico ConiglioViola. Il 26 maggio dello stesso anno esce l'edizione speciale di Babybertè comprensiva di un DVD contenente i tre videoclip realizzati in precedenza con la regia di Asia Argento. 
Il 2 marzo 2007 esce il doppio CD Babybertè Live 2007, un album dal vivo autentico e senza ritocchi, con alcune interpretazioni suggestive intercalate da bizzarri monologhi, peculiarità della nuova Bertè. L'album contiene anche un inedito registrato in studio dal titolo L'araba fenice, canzone scartata dalla commissione ascolti per il Festival di Sanremo 2007.Nello stesso anno Loredana partecipa al Concerto del Primo Maggio a Roma, anche se la sua esibizione per un problema tecnico viene passata in radio, ma non in televisione.

#### L'esclusione aSanremo 2008
Nel 2008 partecipa al Festival di Sanremo con il brano Musica e parole, del cui testo è autrice su musica di Alberto Radius (nei crediti appare anche Oscar Avogadro). Nella giornata successiva alla prima esibizione si scopre che la musica di Radius non è inedita bensì risulta già incisa nel 1988 dalla cantante Ornella Ventura con un altro testo e il titolo L'ultimo segreto. I compositori e la Bertè si sono giustificati sostenendo i primi che si era trattato di una svista e la seconda di essere completamente all'oscuro di tutta la faccenda (versione sostenuta dal canto suo anche da Ivana Spagna, in duetto con lei).
Il brano viene escluso dalla gara, come da tradizione il regolamento del Festival prevede per i brani che si rivelano essere non totalmente inediti, ma per volere della direzione artistica la cantante si esibisce comunque sia nella serata dei duetti che nella serata finale, sempre accompagnata da Ivana Spagna. Alla Bertè viene anche consegnato uno speciale premio alla carriera istituito dalla città di Sanremo, oltre al "Premio Sala Stampa Radio TV" per la sezione "campioni".
Musica e parole è stato inserito nel cofanetto Bertilation, contenente le esibizioni dal vivo registrate alla RTSI, la televisione svizzera in lingua italiana, nel 1980 e nel 1984 (sia in CD che in DVD) unitamente a una selezione di brani da Babybertè Live 2007. Nel booklet sono presenti scatti inediti tratti da un servizio fotografico per Vanity fair del 2006. Il 13 giugno 2008 Musica e parole esce su CD singolo in duetto con Ivana Spagna con due versioni del brano da solista. Il 21 luglio 2008 partecipa al Venice Music Awards aggiudicandosi il riconoscimento quale "Miglior interprete femminile dell'anno".
Agli inizi del 2009, in collaborazione con Ivana Spagna, pubblica l'album Lola & Angiolina Project: "Lola" era il nomignolo con cui Loredana era chiamata da sua sorella Mimì, mentre "Angiolina" è il secondo nome di Ivana Spagna. Il minialbum, distribuito da Edel AG, contiene sei tracce, di cui tre cantate dalla Bertè e tre da Spagna. Nel brano Comunque vada, originariamente registrato dalla Bertè, solo successivamente passato a Spagna, partecipano ai cori Aida Cooper e la stessa Loredana. Il disco vale alle due artiste il Premio Lunezia nella categoria "Poesia Rock".
Sempre nel 2009 partecipa insieme a numerosi altri artisti italiani all'album Q.P.G.A. di Claudio Baglioni cantando nel brano Tortadinonna o gonnacorta.

### Gli anni Duemiladieci
Il 9 aprile 2010 una caduta accidentale le causa la rottura del femore destro; nei giorni successivi viene operata all'ospedale Galeazzi di Milano. Ritorna in televisione in autunno come ospite del programma Ti lascio una canzone e partecipa all'album Donne dei Neri per Caso, con i quali la Bertè duetta in E la luna bussò.
Nello stesso anno registra un duetto in coppia con l'emergente Loredana Errore nel brano scritto da Biagio Antonacci intitolato Cattiva ed è per la prima volta ospite del serale di Amici, dove duetta con la giovane Francesca Nicolì nella sua celebre Non sono una signora. Partecipa poi alla 9ª edizione di O' Scià, tenutasi sempre a Lampedusa, e nuovamente a Ti lascio una canzone, dove omaggia anche Ivano Fossati con un'interpretazione de La mia banda suona il rock.
Nel 2012 partecipa al Festival di Sanremo 2012 in coppia con Gigi D'Alessio con il brano Respirare, piazzandosi al 4º posto nella classifica finale, ricevendo anche il 60º Premio AFI, istituito dall'Associazione fonografici italiani, per la grinta e la passione che contraddistingue le Sue interpretazioni. Inoltre, durante lo stesso festival, si esibisce con Macy Gray e lo stesso D'Alessio cantando Almeno tu nell'universo. Il 3 marzo è ospite, sempre con D'Alessio, del programma Ballando con le stelle tra i "ballerini per una notte".
Il 1º giugno ritorna con un nuovo singolo, Ma quale musica leggera, scritto da Edoardo Bennato e prodotto da Mario Lavezzi), che però non viene promosso su radio e televisione.
Nel 2013 torna, dopo sei anni, a esibirsi dal vivo insieme a un nuovo gruppo musicale creato dalla cantautrice Pia Tuccitto e all'amica corista Aida Cooper.

#### Il quarantennale di carriera (2014-2015)
Il 18 gennaio 2014 l'artista intraprende il Bandabertè 1974-2014 tour, una lunga serie di concerti in tutta Italia per festeggiare i suoi quarant'anni di carriera, partendo dal teatro Verdi di Montecatini Terme. Il 16 e il 23 aprile 2014 è special coach nel programma The Voice of Italy per il team di Piero Pelù, mentre il 4 maggio è ospite insieme a Ornella Vanoni della sesta puntata di Amici, dove duetta con la squadra blu capitanata da Miguel Bosé.
Dal 18 aprile 2015, insieme a Sabrina Ferilli e Francesco Renga, è giurata fissa nella quattordicesima edizione di Amici di Maria De Filippi, un impegno grazie al quale riguadagna una grossa visibilità e il favore della critica, che la definisce "il vero pilastro di questa quattordicesima edizione".

#### Traslocando: l'autobiografia ufficiale
Nel novembre del 2015 viene annunciata la pubblicazione della sua autobiografia per Rizzoli Editore. Il libro, dal titolo Traslocando, come l'album del 1982, è un racconto nel quale la cantante ribadisce anche le pesanti accuse nei confronti del padre, denunciandone non solo il comportamento violento ma anche gli abusi già menzionati nell'intervista apparsa sul mensile Musica Leggera nel 2009.

#### Amici non ne ho... ma amiche sì!eAmiche in Arena(2015-2017)
Con il suo ritorno in TV nella primavera del 2015 l'artista annuncia di essere al lavoro per la realizzazione di ben due album, uno di inediti e uno celebrativo per i suoi quarant'anni di carriera composto da duetti al femminile e prodotto da Fiorella Mannoia.

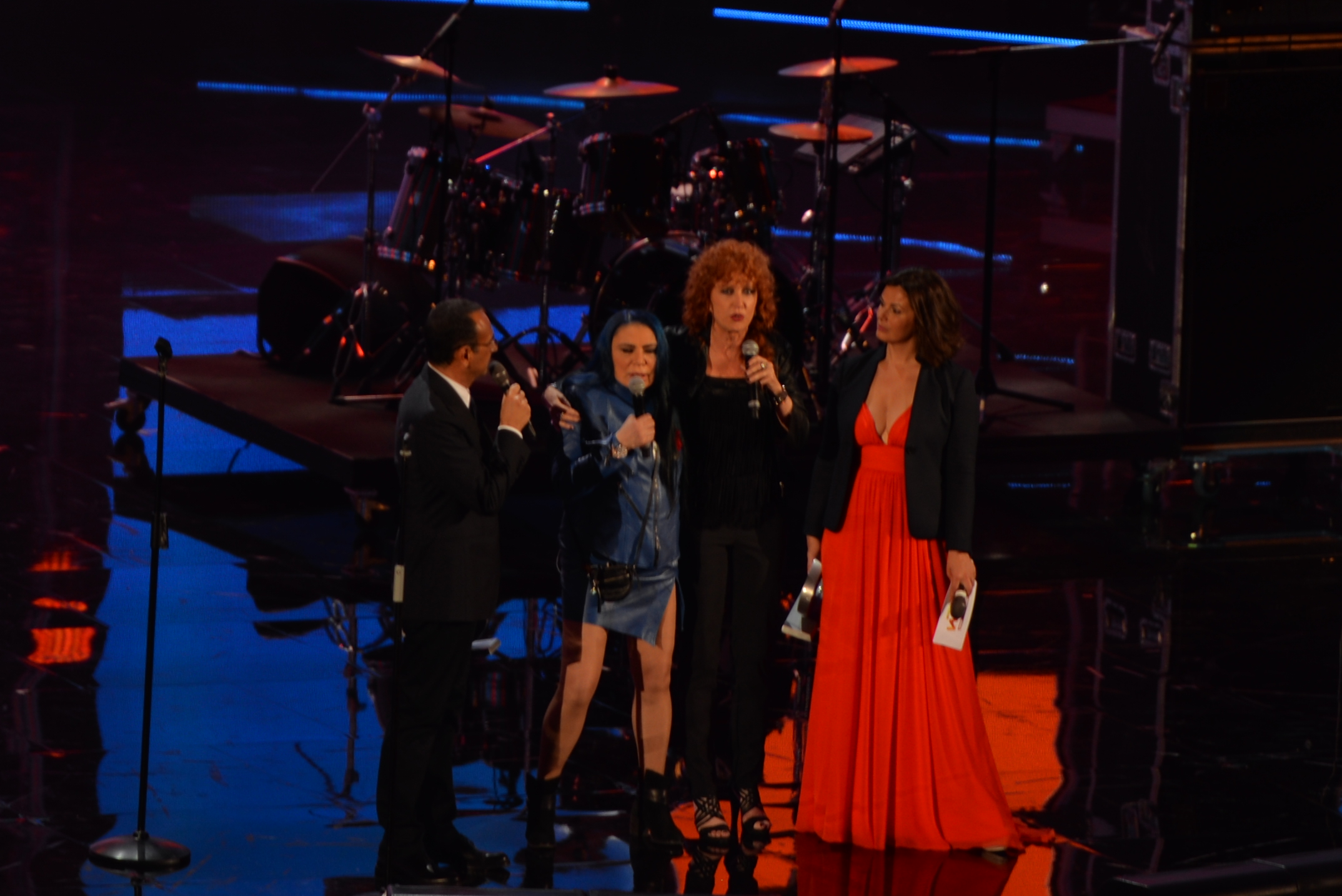
Da sinistra: Carlo Conti, Loredana Bertè, Fiorella Mannoia e Vanessa Incontrada ai Wind Music Awards 2016

Il 26 giugno si esibisce, per la prima volta dopo trent'anni, al fianco di Fiorella Mannoia, duettando con lei in una nuova versione del successo In alto mare al Summer Festival.
Il brano prescelto per il duetto della Bertè con Patty Pravo è Mi manchi. Una prima collaborazione risale al 1997, quando entrambe si ritrovano a condividere il medesimo produttore (Mauro Paoluzzi), il medesimo manager (Nando Sepe) e la medesima etichetta discografica: quell'anno Loredana firma insieme a Roberto Vecchioni, su musica dello stesso Paoluzzi, il testo di Treno di panna, uno dei brani dell'album Notti, guai e libertà.
Dopo vari annunci e successivi rinvii, l'uscita di Amici non ne ho... ma amiche sì! viene fissata per il 1º aprile 2016. L'album è anticipato l'11 marzo dal singolo È andata così, scritto per lei da Luciano Ligabue. Nel disco sono presenti anche una nuova versione di Ma quale musica leggera, brano scritto da Edoardo Bennato, riarrangiato e cantato in duetto con Aida Cooper, le versioni ri-arrangiate di brani celebri come Dedicato, con la partecipazione di Noemi, E la luna bussò, con la partecipazione di Elisa, e Folle città, con la partecipazione di Antonella Lo Coco, e un duetto virtuale con Mia Martini nella nuova versione di Stiamo come stiamo, il pezzo presentato dalle due sorelle al Festival di Sanremo 1993
Chiude l'album la corrosiva e ironica Il mio funerale, inedito scritto dalla stessa Bertè, contraddistinto da sonorità reggae con venature rock, definito anche come il suo miglior brano degli ultimi anni.
L'album riporta la Bertè ai vertici delle classifiche debuttando al 2º posto della classifica italiana degli album più venduti, dove rimane per 16 settimane consecutive, e contemporaneamente anche al 1º posto nella classifica dei vinili più venduti, pubblicata dalla FIMI l'8 aprile 2016.
Il 6 giugno si esibisce all'Arena di Verona insieme a Fiorella Mannoia durante la prima serata dei Wind Music Awards 2016 nella nuova versione de Il mare d'inverno.
Contestualmente viene annunciata per il 19 settembre 2016 la data conclusiva del tour estivo Amiche sì, con la partecipazione di Fiorella Mannoia e tante altre artiste ospiti.
Insieme alle padrone di casa si avvicendano sul palco dell'Arena di Verona: Patty Pravo, Gianna Nannini, Irene Grandi, Paola Turci, Elisa, Emma, Alessandra Amoroso, Noemi, Nina Zilli, Irene Fornaciari, Bianca Atzei, Elodie, Antonella Lo Coco, Aida Cooper, sedici artiste nel corso dei 32 brani in scaletta.
Il concerto è sold out, e con oltre 12000 spettatori raccoglie 150000 €, successivamente devoluti all'associazione D.i.Re. - Donne in rete contro la violenza, a sostegno dei 77 centri antiviolenza appartenenti alla rete e dislocati su tutto il territorio italiano.
L'evento Amiche in Arena diventa anche un progetto discografico, che viene pubblicato l'11 novembre in due versioni: "Standard 2 CD + DVD" e "Deluxe 2 CD + DVD con libro fotografico". Il ricavato delle vendite è devoluto anch'esso all'associazione D.i.Re.
L'album entra in vetta alla classifica FIMI nella sezione compilation e viene certificato disco d’oro per le 25 000 copie vendute dopo 7 settimane consecutive di permanenza al 1º posto.
L'album Comunisti col Rolex di Fedez e J-Ax del 2017 contiene anche una partecipazione di Loredana Bertè al brano Allergia, che viene proposto dal vivo il 18 marzo al PalaLottomatica di Roma nel corso di un concerto dei due rapper.
Dal 17 febbraio la cantante è giurata fissa insieme a Nek e Romina Power nel programma Standing Ovation, condotto da Antonella Clerici in prima serata su Rai 1.
Nei mesi di luglio, agosto, settembre e ottobre 2017 gira l'Italia con l'Amiche Sì Summer Tour 2017, seconda parte della serie di concerti partita nel 2016: la tournée, che si conclude il 30 ottobre al Teatro Nazionale di Milano, registra oltre 200000 spettatori, risultando una delle più importanti dell'artista.
Il 6 novembre il singolo digitale Non sono una signora riceve dalla FIMI un disco d'oro per le vendite. Il 24 novembre esce nelle sale cinematografiche degli Stati Uniti Chiamami col tuo nome (Call Me by Your Name), film premio Oscar di Luca Guadagnino la cui colonna sonora contiene il brano di Loredana Bertè del 1982 J'Adore Venise.

#### Non ti dico no, l'albumLiBertée il ritorno aSanremo
Il 4 maggio 2018 viene pubblicato il singolo realizzato con i Boomdabash intitolato Non ti dico no, che raggiunge la posizione 8 della classifica ufficiale FIMI dei brani più venduti in Italia. Non ti dico no conquista inoltre il primo posto della classifica dei brani più trasmessi dalle radio italiane, primato che conserva per nove settimane, di cui sette consecutive. Il successo del singolo permette a Loredana e al gruppo salentino di ottenere la certificazione del doppio disco di platino per le vendite e il premio EarOne al Summer Festival e di vincere al Power Hits Estate 2018 di RTL 102.5 all'Arena di Verona.
Nel giugno 2018 è giurata e coach nella prima edizione di Ora o mai più su Rai 1, condotta da Amadeus. Il suo allievo è Alessandro Canino.
Il 6 settembre svela il titolo del nuovo album, LiBerté, in uscita il 28 settembre, a cui segue un tour teatrale. Il disco, prodotto da Luca Chiaravalli, vede la Bertè tornare a collaborare con Ivano Fossati a 34 anni di distanza da Savoir faire. Tra gli autori, oltre alla stessa cantante, ci sono Gaetano Curreri, Gerardo Pulli, Maurizio Piccoli e Fabio Ilacqua. Il 21 settembre vengono pubblicati i singoli Babilonia (canzone scartata da Sanremo 2018) e Maledetto luna park. Il 16 luglio 2021 l'album ottiene da FIMI il disco d'oro per le vendite.
Partecipa al Festival di Sanremo 2019 con il singolo Cosa ti aspetti da me, classificatosi al 4º posto nonostante le tre standing ovation ottenute dal pubblico del teatro Ariston al termine delle esibizioni, fatto mai avvenuto prima nella storia del Festival. Al brano viene attribuito il premio "Pubblico dell'Ariston", creato ad hoc in seguito alle clamorose proteste del pubblico in sala all'annuncio dei primi tre artisti classificati e mai in effetti consegnato all'artista. In occasione dell'uscita del singolo, l'album LiBerté torna nei negozi in una versione denominata "Sanremo Edition" contenente il brano sanremese e due medley registrati durante il LiBerté Tour teatrale 2018/2019, che proseguirà anche durante l'estate.
Il singolo Cosa ti aspetti da me debutta al 6º posto della classifica ufficiale FIMI dei brani più venduti in Italia e viene certificato disco d'oro in tempi record. In poco tempo diventa disco di platino.
Il 16 marzo viene ufficializzata come giurata dalla diciottesima edizione di Amici di Maria De Filippi.
Il 10 maggio viene pubblicato il singolo, prodotto da Takagi & Ketra e scritto da Calcutta e Tommaso Paradiso, dal titolo Tequila e San Miguel. Due mesi dopo, il 10 luglio, esce Senza pensieri, brano di Fabio Rovazzi realizzato con Loredana e J-Ax. Il singolo viene certificato disco d'oro in poco più di un mese per poi diventare disco di platino. Durante l'estate il singolo digitale di Sei bellissima, storico successo del 1976, viene certificato disco d'oro dalla FIMI.
Il 31 ottobre esce al cinema La famiglia Addams: la Bertè presta la sua voce al personaggio di Nonna Addams, cimentandosi per la prima volta nel ruolo di doppiatrice cinematografica.

### Gli anni Duemilaventi
Dal 28 febbraio 2020, insieme a Vanessa Incontrada e Gabry Ponte, è giudice della diciannovesima edizione di Amici di Maria De Filippi, ma dalla terza puntata in poi è costretta a rinunciare all'incarico a causa delle restrizioni imposte per la COVID-19. Nello stesso anno prende parte al supergruppo Italian Allstars 4 Life, che riunisce oltre cinquanta artisti italiani per l'incisione del brano Ma il cielo è sempre blu, cover corale del brano di Rino Gaetano. I ricavati del singolo, pubblicato l'8 maggio, vengono devoluti alla Croce Rossa Italiana per sostenere "Il tempo della gentilezza", progetto a supporto delle persone più fragili colpite dalla pandemia di COVID-19 del 2019-2021.

#### 70th - One Year Celebrating
In occasione del settantesimo compleanno dell'artista, il 20 settembre 2020, viene annunciato il progetto "70th One Year Celebrating", un intero anno di celebrazioni con svariati progetti e attività che dureranno sino al 20 settembre 2021. Il 18 settembre esce la ristampa in vinile picture disc di Loredanabertè, il primo appuntamento della 70Bertè – Vinyl collection: la serie di ristampe prevede la pubblicazione in vinile di altri quattro dischi

#### Manifestoe gli impegni televisivi
Tra novembre e dicembre 2020 è coach nella prima edizione del nuovo programma The Voice Senior, trasmesso in prima serata su Rai 1: a vincere è Erminio Sinni, concorrente del suo team.
Il 2 marzo 2021 è ospite durante la prima serata del Festival di Sanremo 2021, dove presenta un medley di alcuni suoi celebri brani e interpreta per la prima volta il nuovo singolo Figlia di.... La settimana seguente va in onda in prima serata su Rai 1 A grande richiesta: Non sono una signora - Loredana 70, una serata-tributo condotta da Alberto Matano durante la quale la cantante si esibisce con diverse sue canzoni. Il 2 aprile il nuovo singolo Figlia di... raggiunge la Top 20 della classifica dei brani più trasmessi dalle radio italiane, mentre il 9 agosto ottiene da FIMI il disco d'oro per le vendite. Il 24 aprile la cantautrice Giordana Angi pubblica Tuttapposto in duetto con la Bertè, primo singolo dall'album Mi muovo della Angi. Il 4 giugno esce Che sogno incredibile, primo singolo estratto dalla raccolta Best of Me di Emma, cantato in duetto tra Marrone e Bertè. Il 20 settembre il singolo ottiene il disco d'oro per le vendite. Il 30 luglio a Cosenza parte il Figlia di... Summer Tour 2021 che porta Bertè a esibirsi per la prima volta in tournée dopo lo stop forzato dovuto alla pandemia di COVID-19. Il 10 settembre, nel corso dei Music Awards in onda su Raiuno dall'Arena di Verona, viene insignita del Premio Speciale SMA per "la trasversalità" dimostrata nel corso della carriera. Il 27 settembre ottiene il disco di platino per le vendite del singolo digitale di Non sono una signora.
Il 5 novembre pubblica il diciannovesimo album di inediti in carriera, Manifesto, anticipato dal singolo Bollywood. L'album debutta al primo posto della classifica ufficiale FIMI dei vinili più venduti in Italia. Dal 26 novembre torna a vestire i panni di coach per la seconda edizione di The Voice Senior trasmesso in prima serata su Rai 1. Il 10 giugno 2022 viene pubblicata sui digital store la "special edition" dell'album Manifesto anticipata dal singolo Mare malinconia realizzato in collaborazione con Franco126. L'11 novembre esce invece nei negozi Reloaded 1974-1983, un box celebrativo contenente 9 CD con il meglio dei primi dieci anni di carriera dell'artista, incluse rarità e rimasterizzazioni. In autunno viene nuovamente confermata come coach di The Voice Senior, in onda con grande successo su Rai 1. Al termine dell'esperienza, in prima serata su Rai 1 prenderà parte alla prima edizione italiana di The Voice Kids, sempre nel ruolo di coach: a vincere è Melissa Agliottone, concorrente del suo team.
Il 23 agosto 2023, a Palmi viene inaugurata la mostra fotografica "LiBerté" curata dal fotografo Giovanni Squatriti, autore degli scatti realizzati per la copertina dell'album LiBerté e protagonisti dell'allestimento. Dal 24 novembre è confermata nel ruolo di coach per la seconda edizione di The Voice Kids, in onda in prima serata su Rai 1. Il 1º dicembre viene pubblicato l'album di Marcella Bella Etnea, in cui duetta con la cantante catanese nel brano Mi rubi l'anima. Nello stesso mese, firma il testo del brano Rosso (su musica di Franco Fasano), in gara al 66º Zecchino d'oro.

#### La nuova partecipazione a Sanremo e i cinquant'anni di carriera
Partecipa al Festival di Sanremo 2024 con il brano Pazza, raggiungendo il settimo posto nella classifica finale e vincendo il Premio della Critica "Mia Martini". La canzone viene inclusa nella raccolta Ribelle, uscita il 9 febbraio 2024 per celebrare i suoi cinquant'anni di carriera discografica, che contiene 57 brani selezionati tra quelli del suo repertorio. Il 24 febbraio partecipa alla finale di Una Voce Per San Marino 2024 con lo stesso brano del Festival di Sanremo, Pazza, classificandosi al secondo posto. Ad aprile, il singolo ottiene dalla FIMI il disco di platino. Il 24 maggio 2024 esce il nuovo singolo estivo Bestiale realizzato con gli Eiffel 65. Dal 15 novembre, per la terza stagione consecutiva, ricopre il ruolo di coach nel programma The Voice Kids in onda su Rai 1: a vincere l'edizione è Melissa Memeti, concorrente del suo team. Dal 21 febbraio 2025 è coach nel talent show The Voice Senior in onda sulla prima rete della Rai, ruolo che ricopre per la quinta edizione consecutiva. Il 10 marzo 2025, la raccolta Ribelle ottiene da FIMI il disco d'oro per le vendite. Il 4 aprile viene pubblicato il primo di una serie di EP digitali prodotti da deejay e producer internazionali, creati per omaggiare i brani più iconici dei 50 anni di carriera della Bertè: il primo è "In alto mare (remix)" realizzato dal deejay francese Dimitri From Paris a cui seguono i remix di Ninna nanna, La goccia, Fare l'amore, Io resto senza vento, Notte che verrà.
A sette anni di distanza da Non ti dico no, torna a collaborare con i Boomdabash per il singolo Una stupida scusa, pubblicato il 16 maggio. 

## Discografia

### Album in studio
- 1974 – Streaking
- 1976 – Normale o super
- 1978 – TIR
- 1979 – Bandabertè
- 1980 – LoredanaBertE'
- 1981 – Made in Italy
- 1982 – Traslocando
- 1983 – Lorinedita
- 1983 – Jazz
- 1984 – Savoir faire
- 1985 – Carioca
- 1988 – Io
- 1993 – Ufficialmente dispersi
- 1997 – Un pettirosso da combattimento
- 2005 – Babybertè
- 2018 – LiBerté
- 2021 – Manifesto

### Album dal vivo
- 1994 – Bertex - Ingresso libero
- 1998 – Decisamente Loredana
- 2007 – Babybertè Live 2007
- 2008 – Bertilation
- 2016 – Amiche in Arena

### Raccolte e box ufficiali
- 1986 – Fotografando... i miei successi
- 1991 – Best
- 1995 – Ufficialmente ritrovati
- 2016 – Amici non ne ho... ma amiche sì!
- 2022 – Reloaded 1974 to 1983
- 2024 – Ribelle

## Filmografia

### Attrice

#### Cinema
- Basta guardarla, regia di Luciano Salce (1970) – non accreditata
- Quelli belli... siamo noi, regia di Giorgio Mariuzzo (1970)
- Il padrone e l'operaio, regia di Steno (1975)
- Attenti al buffone, regia di Alberto Bevilacqua (1976)
- Movie Rush - La febbre del cinema, regia di Ottavio Fabbri (1976)
- Storia di Piera, regia di Marco Ferreri (1983)
- Addio al nubilato, regia di Francesco Apolloni (2021)
- Ancora più bello, regia di Claudio Norza (2021)
- Positivə, regia di Alessandro Redaelli (2021) – documentario
- Sbagliata ascendente leone, regia di BENDO (2022)

#### Televisione
- Orfeo 9, regia di Tito Schipa Jr. – film TV (1975)

### Sceneggiatrice
- Io sono Mia, regia di Riccardo Donna (2019) – collaborazione alla sceneggiatura

### Colonne sonore
- Un altro giorno ancora, regia di Tonino Zangardi (1995) – con il brano Amici non ne ho
- Chiamami col tuo nome, regia di Luca Guadagnino (2017) – con il brano J'Adore Venise

### Regista

#### Videoclip
- Il mare d'inverno, di Loredana Bertè (1983)
- Acqua, di Loredana Bertè (1985)
- È andata così, di Loredana Bertè (2016)

### Doppiatrice
- Nonna Addams ne La famiglia Addams, La famiglia Addams 2

## Televisione
- Permette? Segurini (Programma Nazionale, 1972)
- Il suo nome per favore (Programma Nazionale, 1972)
- Bambole, non c'è una lira (Rete 1, 1977)
- Un viaggio in TIR (Rete 1, 1978)
- Fantastico 5 (Rai 1, 1984-1985)
- Risatissima (Canale 5, 1985)
- Non necessariamente (Rai 1, 1986-1987)
- Domenica in (Rai 1, 1994-1995, 1997)
- La notte vola (Canale 5, 2001) – Concorrente
- Music Farm (Rai 2, 2004-2006) - Concorrente nel 2004, opinionista dal 2005 al 2006
- Music Star (Rai 2, 2006) – Coach
- Amici di Maria De Filippi (Canale 5, 2015-2016, 2019-2020) – Giurata
- Standing ovation (Rai 1, 2017) – Giurata
- Ora o mai più (Rai 1, 2018) – Giurata
- The Voice Senior (Rai 1, dal 2020) – Coach
- Non sono una signora - Loredana 70 (Rai 1, 2021)
- The Voice Kids (Rai 1, dal 2023) – Coach
- The Voice Generations (Rai 1, 2024) - Coach

### Carosello
Loredana Bertè ha partecipato a due serie di sketch della rubrica pubblicitaria televisiva Carosello pubblicizzando nel 1969, con Nini Rosso e Marina Malfoglia, il digestivo Alka-Seltzer e nel 1972 e 1973, con le Bluebelles, le calze da donna e i collant della Omsa.

### Prosa televisiva RAI
- No, No, Nanette, di Irving Caesar e Otto Harbach, regia di Vito Molinari; trasmessa in due parti il 28 dicembre 1974 e il 4 gennaio 1975.

## Teatro
- Hair, di James Rado e Gerome Ragni, musiche di Galt MacDermot, adattamento di Giuseppe Patroni Griffi, con Gisella Castrini, Glen White, Ronnie Jones, Angela Pagano, Renato Zero e Teo Teocoli, regia di Victor Spinetti (1970)
- Ciao, Rudy, di Garinei e Giovannini, musiche di Armando Trovajoli, con Alberto Lionello, Mita Medici, Paola Borboni e Marzia Ubaldi, regia di Garinei e Giovannini (1972)
- Forse sarà la musica del mare, di Maurizio Jurgens, Guido Castaldo e Franco Torti, musiche di Bruno Zambrini, con Lando Buzzanca e Minnie Minoprio, regia di Maurizio Jurgens (1974)
- Gerusalemme, di Beppe Menegatti, liberamente tratto da Per alleviare insopportabili impulsi di Nathan Englander e con un testo inedito di Mario Luzi (Le Torri atterrate), con Carla Fracci, musiche di Tullio De Piscopo, regia di Beppe Menegatti (2001/2002)

## Libri
- Loredana Bertè e Malcom Pagani, Traslocando: è andata così, Milano, Rizzoli, 2015, ISBN 978-88-17-08427-7.

## Partecipazioni a festival musicali

### Partecipazioni al Festival di Sanremo
| Edizione                 | Artista                           | Brano                 | Autore                                                  | Categoria | Posizione    | Premi                                                    |
| ------------------------ | --------------------------------- | --------------------- | ------------------------------------------------------- | --------- | ------------ | -------------------------------------------------------- |
| Festival di Sanremo 1986 | Loredana Bertè                    | Re                    | Armando Mango, Mango                                    | Campioni  | 9°           | -                                                        |
| Festival di Sanremo 1988 | Loredana Bertè                    | Io                    | Tony Cicco                                              | Campioni  | 16°          | -                                                        |
| Festival di Sanremo 1991 | Loredana Bertè                    | In questa città       | Pino Daniele                                            | Campioni  | 18°          | -                                                        |
| Festival di Sanremo 1993 | Loredana Bertè con Mia Martini    | Stiamo come stiamo    | Loredana Bertè, Maurizio Piccoli                        | Campioni  | 14°          | -                                                        |
| Festival di Sanremo 1994 | Loredana Bertè                    | Amici non ne ho       | Loredana Bertè, Philippe Leon                           | Campioni  | 13°          | -                                                        |
| Festival di Sanremo 1995 | Loredana Bertè                    | ANGELI & angeli       | Loredana Bertè, Philippe Leon                           | Campioni  | 19°          | -                                                        |
| Festival di Sanremo 1997 | Loredana Bertè                    | Luna                  | Loredana Bertè, Maurizio Piccoli                        | Campioni  | 20°          | -                                                        |
| Festival di Sanremo 2002 | Loredana Bertè                    | Dimmi che mi ami      | Philippe Leon, Nuccio Tortora, Domenico Latino          | Campioni  | 17°          | -                                                        |
| Festival di Sanremo 2008 | Loredana Bertè                    | Musica e parole       | Loredana Bertè, Oscar Avogadro, Alberto Radius          | Campioni  | Squalificata | Premio Sala Stampa, Radio e TV Premio alla carriera      |
| Festival di Sanremo 2012 | Loredana Bertè con Gigi D'Alessio | Respirare             | Gigi D'Alessio, Vincenzo D'Agostino                     | Artisti   | 4°           | -                                                        |
| Festival di Sanremo 2019 | Loredana Bertè                    | Cosa ti aspetti da me | Gaetano Curreri, Gerardo Pulli, Piero Romitelli         | Campioni  | 4°           | Premio Pubblico dell'Ariston (mai ritirato dall'artista) |
| Festival di Sanremo 2024 | Loredana Bertè                    | Pazza                 | Loredana Bertè, A. Bonomo, L. Chiaravalli e A. Pugliese |           | 7°           | Premio della critica Mia Martini                         |

### Partecipazioni al Festivalbar
- Festivalbar 1974 con Volevi un amore grande
- Festivalbar 1976 con Meglio libera
- Festivalbar 1979 con E la luna bussò
- Festivalbar 1980 con In alto mare
- Festivalbar 1981 con Ninna nanna
- Festivalbar 1982 con Non sono una signora
- Festivalbar 1985 con Acqua (cantò anche Banda clandestina, Topazio, Infinito, Ragazzo mio, Iris, Non sono una signora, Sei bellissima)
- Festivalbar 1986 con Fotografando
- Festivalbar 1988 con Angelo amerikano e La corda giusta
- Festivalbar 1993 con Mi manchi
- Festivalbar 1997 con La pelle dell'orso

### Partecipazioni ad Azzurro
- Azzurro 1982 con Non sono una signora - Radio
- Azzurro 1985 con Banda clandestina
- Azzurro 1986 con Fotografando
- Azzurro 1988 con Angelo amerikano

### Partecipazioni a Vota la voce
- Vota la voce 1977 con Fiabe (primo posto)
- Vota la voce 1979 con E la luna bussò (primo posto)
- Vota la voce 1980 con In alto mare
- Vota la voce 1982 con Non sono una signora (primo posto)
- Vota la voce 1983 con Il mare d'inverno
- Vota la voce 1984 con Una sera che piove
- Vota la voce 1985 con Acqua (primo posto)
- Vota la voce 1986 con Fotografando (primo posto)
- Vota la voce 1988 con La corda giusta

## Riconoscimenti
- Disco d'oro
  - 1979 - Per le copie vendute dell'album Bandabertè
  - 1980 - Per le copie vendute dell'album LoredanaBertÈ
  - 1985 - Per le copie vendute dell'album Carioca
  - 2005 - Per le copie vendute dell'album Babybertè
  - 2016 - Per le copie vendute dell'album Amiche in Arena
  - 2019 - Per le copie vendute del singolo Sei bellissima (versione digitale)
  - 2021 - Per le copie vendute dell'album LiBertè
  - 2021 - Per le copie vendute del singolo Figlia di...
  - 2021 - Per le copie vendute del singolo ...e la luna bussò (versione digitale)
  - 2021 - Per le copie vendute del singolo Che sogno incredibile
  - 2024 - Per le copie vendute del singolo In alto mare (versione digitale)
  - 2024 - Per le copie vendute del singolo Dedicato (versione digitale)
  - 2025 - Per le copie vendute dell'album Ribelle

- Disco di platino
  - 1982 - Per le copie vendute dell'album Traslocando
  - 1983 - Per le copie vendute dell'album Jazz
  - 2019 - Doppio disco di platino per le copie vendute del singolo Non ti dico no
  - 2019 - Per le copie vendute del singolo Cosa ti aspetti da me
  - 2019 - Per le copie vendute del singolo Senza pensieri
  - 2021 - Per le copie vendute del singolo Non sono una signora (versione digitale)
  - 2024 - Per le copie vendute del singolo Pazza

- Festival di Sanremo
  - 2008 - "Premio Speciale alla Carriera" dalla città di Sanremo
  - 2008 - "Premio Sala Stampa Radio TV" per Musica e parole
  - 2012 - "Premio AFI (Associazione Fonografici Italiani) alla carriera"
  - 2019 - "Premio Pubblico dell'Ariston" per Cosa ti aspetti da me
  - 2024 - Premio della critica Mia Martini per Pazza

- Festivalbar
  - 1982 - Vincitrice della categoria "donne" con Non sono una signora

- Power Hits Estate
  - 2018 - "Premio RTL 102.5 Power Hits Estate" per Non ti dico no
  - 2018 - "Premio RTL 102.5 Power Hits History" per Non sono una signora

- Vota la voce
  - 1977 - "Miglior cantante femminile dell'anno" per Fiabe
  - 1979 - "Miglior cantante femminile dell'anno" per ...e la luna bussò
  - 1982 - "Miglior cantante femminile dell'anno" per Non sono una signora
  - 1985 - "Miglior cantante femminile dell'anno" per Acqua
  - 1986 - "Miglior cantante femminile dell'anno" per Fotografando

### Altri riconoscimenti
- 1980: "Speciale disco verde" per il brano In alto mare
- 1993: "Premio della critica come miglior album" per l'album Ufficialmente dispersi
- 1998: "Premio della critica" a Un disco per l'estate
- 2001: Premio per la danza "Leonida Massine" per "Gerusalemme"
- 2004: "Premio Videoclip Italiano" con "Premio Speciale Storico" per "Movie", realizzato dalla Factory di Andy Warhol
- 2005: "Premio per la copertina dell'album" Babybertè versione box
- 2008: Premio come "Miglior interprete femminile dell'anno" ai Venice Music Awards
- 2009: "Premio Lunezia Poesia del Rock 2009" a Loredana Bertè e Ivana Spagna per l'album Lola & Angiolina Project
- 2012 - L'album Traslocando viene inserito dalla rivista Rolling Stone Italia al numero 24 tra i 100 migliori dischi italiani.[81]
- 2012: "Premio speciale 10 anni di Radionorba Battiti Live"
- 2013: Premio speciale ai Wind Music Awards 2013 come "Targa del pubblico"
- 2014: "Premio Riccio d'Argento" ai "Migliori Live d'Autore di Fatti di Musica 2014"
- 2017: "Premio Assomusica" e "Premio Arena" per il concerto Amiche in Arena ai Wind Music Awards 2017
- 2018: "Premio alla carriera" al Wind Summer Festival
- 2018: "Premio EarOne" per Non ti dico no al Wind Summer Festival
- 2019: "Premio Giovani" al Collisioni Festival
- 2019: "Premio Miglior Canzone" al Festival di Sanremo 2019 per Radio Bruno
- 2021: "Premio Speciale SMA" ai Seat Music Awards
- 2022: "Premio Rewriters 2022" per il contribuito dato alla riscrittura dell'immaginario contemporaneo[82]
- 2024: Premio speciale Warner Music per i cinquant'anni di carriera
- 2024: Premio per il secondo posto a Una voce per San Marino per Pazza
- 2024: Premio della critica a Una voce per San Marino per il singolo Pazza
- 2024: Premio OGAE Italy a Una voce per San Marino per il singolo Pazza come per il brano più Eurovisivo
- 2024: Premio Speciale ai Tim Music Awards per i cinquant'anni di carriera